# Любомір Рибович
Любомір Рибович (словац. Ľubomír Rybovič; народився 18 лютого 1972, Спішска Нова Вес, ЧССР) — словацький хокеїст, центральний нападник.
Виступав за ХК «Кошице», «Гренд-Рапідс Гріффінс» (ІХЛ), «Ньюкасл Джестерс», «Альба Волан» (Секешфехервар).
У складі національної збірної Словаччини провів 41 матч (13 голів); учасник чемпіонатів світу 1994 (група C) і 1996, учасник Кубка світу 1996. 
Чемпіон Словаччини (1995, 1996, 1999).